# Thomasomys burneoi
Thomasomys burneoi (лат.) — вид грызунов рода томасовы хомячки (Thomasomys) из семейства хомяковых (Cricetidae). Эндемик Эквадора (Южная Америка). Назван в честь Сантьяго Ф. Бурнео (Santiago F. Burneo) из Папского католического университета Эквадора (Кито, Эквадор), в знак признания его преподавания и поддержки маммологов как в Эквадоре, так и в Соединенных Штатах Америки.

## Описание
Крупный хомяк, комбинированная длина головы и тела 167—184 мм (плюс хвост около 230 мм), размер задней лапы более 40 мм. Масса около 100 грамм. Спинной мех корично-коричневый, со слабой тёмной спинной полосой; длинные волоски (средней длины на спине = 18—20 мм) тёмно-серые у основания. Светло-русый тёмный брюшной мех, волоски с (средней длины = 10—12 мм) тёмно-серым основанием и бледно-желтоватыми кончиками. Чёрное окологлазничное кольцо. Постаурикулярная ямка присутствует. Мистальные вибриссы длинные, толстые у основания и тонкие к кончику, превышают ухо, когда они отклонены назад; присутствует 1 суперцилиарная вибрисса и 1 генитальная вибрисса. Уши (24—28 мм от выреза до края) снаружи покрыты короткими оранжево-коричневыми волосками, внутренняя поверхность бледно-розовая, край тёмно-бледно-коричневый. Лапка большая и широкая с 5 пальцами, заканчивающимися тонкими полуизогнутыми коготками. Хвост длинный (207—232 мм; ~127 % от длины головы и тела), цвета корицы (цвет 270) и одноцветный; чешуйки квадратные с тремя волосками на каждой, которые простираются на 2,5—3 ряда чешуек в дорсальном базальном секторе; с 12—13 чешуйками на см на стержне. Хвост волосатый, даже сзади, волосы увеличиваются в длину к вершине хвоста. Заметен выступающий анус. У самок имеется шесть пар молочных желез в грудном, брюшном и паховом положении. Подробности анатомии мягких тканей и гениталий неизвестны.

## Систематика
Вид впервые описан в 2022 году по типовому материалау из Эквадора. Молекулярная филогения, основанная на митохондриальных генах, позволила отнести новый вид к группе aureus, тесно связанной с неописанным видом из северного Эквадора. Эта находка увеличивает разнообразие рода Thomasomys до 48 видов, из которых 18 видов обитают в Эквадоре. Кроме того, описанный здесь вид является самым крупным видом рода, описанным в Эквадоре

## Распространение и экология
Вид распространён в Эквадоре (провинции Чимборасо и Морона-Сантьяго, Южная Америка). Обитает во влажном горном лесу на высоте 3400—3900 м над уровнем моря на восточном склона Анд в центральном Эквадоре (Национальный парк Сангай).